# سرگذشت موسیقی ایران
سرگذشت موسیقی ایران عنوان کتابی در ۳ جلد اثر موسیقیدان ایرانی، روح‌الله خالقی است.

جلد اول در سال ۱۳۳۳، جلد دوم در ۱۳۳۵ توسط «انتشارات ابن‌سینا» و جلد سوم آن پس از درگذشت روح‌الله خالقی توسط «انتشارات صفی‌علیشاه»‌ منتشر شده‌است. این اثر به کوشش ساسان سپنتا توسط مؤسسه فرهنگی-هنری ماهور در ۱۳۷۷، ۱۳۸۰ و ۱۳۹۰ تجدید چاپ شده‌است. این کتاب شرحی بر موسیقی ایران با بیانی ساده از حدود سال‌های انقلاب مشروطه است.
در جلد اول، بیشتر نام‌های موسیقیدانان به اختصار آمده‌است. جلد دوم به علینقی وزیری می‌پردازد و جلد سوم به زمان نوشته شدن کتاب می‌پردازد. نسخه کامل ۳ جلدی کتاب «سرگذشت موسیقی ایران» در سال ۱۳۸۱ توسط انتشارات ماهور منتشر شد. این کتاب از جمله کتاب‌های مرجع در موسیقی و تاریخ موسیقی ایران محسوب می‌گردد.
لازم است ذکر شود که در سال ۱۳۹۵ مؤسسه فرهنگی-هنری ماهور با هدف ارائهٔ متنی آراسته‌تر و کیفیتی مطلوب‌تر، سه جلد این اثر را در یک مُجلد با ضمیمه‌ای که به معرفی و شرح عکس‌های موسیقیدانان قاجار در «موزهٔ گلستان» می‌پرداخت، به چاپ رسانید.